# Montserrat Galcerán
Montserrat Galcerán Huguet (Barcelona, 1946) es una catedrática de filosofía y activista española, concejala del Ayuntamiento de Madrid,  por los distritos de Moncloa-Aravaca y Tetuán, desde 2015 a 2019.

## Biografía
Nacida en Barcelona en 1946, se licenció en Filología Clásica y Filosofía en la Universidad de Barcelona y se doctoró en Filosofía en la Universidad Complutense de Madrid.
Participó en los movimientos antifranquistas durante la dictadura y la transición. En los años 90 se unió a movimientos antiglobalización y  nuevas experiencias de movilización ciudadana. Su activismo transcurre en este periodo igualmente desde la participación activa en los conflictos en defensa de la Universidad con motivo de la implantación del Proceso Bolonia hasta la participación en el movimiento feminista.
Contribuyó a crear la Universidad Nómada, un grupo de producción intelectual actualmente integrado en la Fundación de los Comunes. 
Galcerán es catedrática emérita de Filosofía en la UCM. Su activismo político la llevó a participar en diversas redes internacionales académicas y no académicas para el conocimiento directo del contexto político actual, especialmente de Europa y América Latina. Miembro de Ganemos Madrid, resultó elegida concejal por la candidatura de Ahora Madrid en las elecciones de mayo de 2015. Se le asignó la concejalía-presidencia de los distritos de Moncloa-Aravaca y de Tetuán.
Se ha destacado por su feminismo y por su defensa en las actuaciones de los más desfavorecidos de los distritos, lo que ha provocado algunos ataques personales en los medios respecto a su origen y patrimonio.
Su disidencia con Manuela Carmena, especialmente en los aspectos de participación ciudadana, municipalismo, urbanismo y vivienda, la llevó a la candidatura Madrid en Pie Municipalista, encabezada por Carlos Sánchez Mato, en la que ocupó el quinto lugar. No salió elegida, por lo que dejó la concejalía al tomar posesión el nuevo equipo de gobierno en la ciudad de Madrid.

## Obras
- La invención del marxismo (Madrid: IEPALA, 1997). ISBN: 978-84-89743-01-4
- Innovación tecnológica y sociedad de masas, con Mario Domínguez Sánchez (Madrid: Síntesis, 1997). ISBN: 978-84-7738-467-0
- Silencio y olvido (Hondarribia: Hiru, 2004). ISBN:  978-84-95786-64-7
- Deseo (y) libertad (Madrid: Traficantes de sueños, 2009). ISBN: 978-84-96453-34-0
- La bárbara Europa (Madrid: Traficantes de sueños, 2016). ISBN: 978-84-944600-7-4